# Parc du Vinaigrier
Le parc du Vinaigrier ou mont Vinaigrier est un des parcs départementaux des Alpes-Maritimes. Il est la propriété du Conservatoire du littoral. Il est situé à l'est de Nice et à l'ouest de Villefranche-sur-Mer, sur les flancs du mont Vinaigrier.

## Histoire
Jusque dans les années 1960, le site du mont Vinaigrier était une exploitation agricole, constituée de restanques d'oliviers et d'une ferme.
En 1973, un projet de zone d'aménagement concerté (ZAC) est établi. Celui-ci prévoyait la construction d'immeubles totalisant 800 logements, d'un hôtel, de trente villas, d'une piscine et d'un restaurant à l'emplacement actuel du parc. Une association, composée de riverains et de scientifiques de l'Observatoire de Nice, est créée en 1975 pour s'opposer au projet. Celui-ci sera définitivement abandonné en novembre 1976.
En octobre 1980, le terrain de 24.3 hectares est racheté à deux sociétés immobilières par le Conservatoire du littoral et la ville de Nice pour la somme de 930 millions de francs. 
Depuis 1988, le parc est géré par le département des Alpes-Maritimes.